# 더 베스트 FIFA 풋볼 어워드

더 베스트 FIFA 풋볼 어워드(The Best FIFA Football Awards)는 매년 세계에서 가장 훌륭한 활약을 보여준 축구 선수에게 수여하는 국제 축구 연맹(FIFA)의 축구상이다.
2010년부터 2015년까지 수여된 FIFA 발롱도르가 폐지되면서 신설되었으며 2016년부터 매년 수여되고 있다. 남자 베스트 선수 부문, 베스트 골키퍼 부문, 남자 베스트 감독 부문, 여자 베스트 선수 부문, 여자 베스트 감독 부문, FIFA 페어플레이상 부문, FIFA 푸슈카시상 부문, FIFA 팬상 부문, FIFA FIFPro 월드 11(FIFA FIFPro World11) 부문으로 나누어 시상한다.

## 역대 개최 도시
| 시즌   | 개최국   | 개최 도시 | 남자 베스트 선수      | 여자 베스트 선수          |
| ------ | -------- | --------- | --------------------- | ------------------------- |
| 2016년 | 스위스   | 취리히    | 크리스티아누 호날두   | 칼리 로이드               |
| 2017년 | 잉글랜드 | 런던      | 크리스티아누 호날두   | 리커 마르턴스             |
| 2018년 | 잉글랜드 | 런던      | 루카 모드리치         | 마르타 비에이라 다 시우바 |
| 2019년 | 이탈리아 | 밀라노    | 리오넬 메시           | 메건 러피노               |
| 2020년 | 스위스   | 취리히    | 로베르트 레반도프스키 | 루시 브론즈               |
| 2021년 | 스위스   | 취리히    | 로베르트 레반도프스키 | 알렉시아 푸테야스         |
| 2022년 | 프랑스   | 파리      | 리오넬 메시           | 알렉시아 푸테야스         |

## 역대 수상자

### 남자 베스트 선수 부문
| 순위   | 선수                  | 클럽                     | 국적       | 득표율 / 득표 수 |
| 2016년 | 2016년                | 2016년                   | 2016년     | 2016년           |
| ------ | --------------------- | ------------------------ | ---------- | ---------------- |
| 1위    | 크리스티아누 호날두   | 레알 마드리드            | 포르투갈   | 34.54%           |
| 2위    | 리오넬 메시           | 바르셀로나               | 아르헨티나 | 26.42%           |
| 3위    | 앙투안 그리즈만       | 아틀레티코 마드리드      | 프랑스     | 7.53%            |
| 2017년 |                       |                          |            |                  |
| 1위    | 크리스티아누 호날두   | 레알 마드리드            | 포르투갈   | 43.16%           |
| 2위    | 리오넬 메시           | 바르셀로나               | 아르헨티나 | 19.25%           |
| 3위    | 네이마르              | 바르셀로나 파리 생제르맹 | 브라질     | 6.97%            |
| 2018년 |                       |                          |            |                  |
| 1위    | 루카 모드리치         | 레알 마드리드            | 크로아티아 | 29.05%           |
| 2위    | 크리스티아누 호날두   | 유벤투스                 | 포르투갈   | 19.08%           |
| 3위    | 무함마드 살라흐       | 리버풀                   | 이집트     | 11.23%           |
| 2019년 |                       |                          |            |                  |
| 1위    | 리오넬 메시           | 바르셀로나               | 아르헨티나 | 46               |
| 2위    | 버질 판 데이크        | 리버풀                   | 네덜란드   | 38               |
| 3위    | 크리스티아누 호날두   | 유벤투스                 | 포르투갈   | 36               |
| 2020년 |                       |                          |            |                  |
| 1위    | 로베르트 레반도프스키 | 바이에른 뮌헨            | 폴란드     | 52               |
| 2위    | 크리스티아누 호날두   | 유벤투스                 | 포르투갈   | 38               |
| 3위    | 리오넬 메시           | 바르셀로나               | 아르헨티나 | 35               |
| 2021년 |                       |                          |            |                  |
| 1위    | 로베르트 레반도프스키 | 바이에른 뮌헨            | 폴란드     | 48               |
| 2위    | 리오넬 메시           | 파리 생제르맹            | 아르헨티나 | 44               |
| 3위    | 무함마드 살라흐       | 리버풀                   | 이집트     | 39               |

### 남자 베스트 골키퍼 부문
| 순위   | 선수                     | 클럽                | 국적       | 득표율 / 득표 수 |
| 2017년 | 2017년                   | 2017년              | 2017년     | 2017년           |
| ------ | ------------------------ | ------------------- | ---------- | ---------------- |
| 1위    | 잔루이지 부폰            | 유벤투스            | 이탈리아   | 42.42%           |
| 2위    | 마누엘 노이어            | 바이에른 뮌헨       | 독일       | 32.32%           |
| 3위    | 케일러 나바스            | 레알 마드리드       | 코스타리카 | 10.10%           |
| 2018년 |                          |                     |            |                  |
| 1위    | 티보 쿠르투아            | 첼시                | 벨기에     |                  |
|        | 2위 위고 요리스          | 토트넘 홋스퍼       | 프랑스     |                  |
|        | 3위 카스페르 슈마이켈    | 레스터 시티         | 덴마크     |                  |
| 2019년 |                          |                     |            |                  |
| 1위    | 알리송                   | 리버풀              | 브라질     |                  |
| 2위    | 마르크안드레 테어 슈테겐 | 바르셀로나          | 독일       |                  |
| 3위    | 이데르송                 | 맨체스터 시티       | 브라질     |                  |
| 2020년 |                          |                     |            |                  |
| 1위    | 마누엘 노이어            | 바이에른 뮌헨       | 독일       | 28               |
| 2위    | 알리송 베케르            | 리버풀              | 브라질     | 20               |
| 3위    | 얀 오블라크              | 아틀레티코 마드리드 | 슬로베니아 | 12               |
| 2021년 |                          |                     |            |                  |
| 1위    | 에두아르 멘디            | 첼시                | 세네갈     |                  |
| 2위    | 잔루이지 돈나룸마        | 파리 생제르맹       | 이탈리아   |                  |
| 3위    | 마누엘 노이어            | 바이에른 뮌헨       | 독일       |                  |

### 남자 베스트 감독 부문
| 순위   | 감독                  | 국적       | 감독 축구단     | 득표율 / 득표 수 |
| 2016년 | 2016년                | 2016년     | 2016년          | 2016년           |
| ------ | --------------------- | ---------- | --------------- | ---------------- |
| 1위    | 클라우디오 라니에리   | 이탈리아   | 레스터 시티     | 22.06%           |
| 2위    | 페르난두 산투스       | 포르투갈   | 포르투갈        | 16.56%           |
| 3위    | 지네딘 지단           | 프랑스     | 레알 마드리드   | 16.24%           |
| 2017년 |                       |            |                 |                  |
| 1위    | 지네딘 지단           | 프랑스     | 레알 마드리드   | 46.22%           |
| 2위    | 안토니오 콘테         | 이탈리아   | 첼시            | 11.62%           |
| 3위    | 마시밀리아노 알레그리 | 이탈리아   | 유벤투스        | 8.78%            |
| 2018년 |                       |            |                 |                  |
| 1위    | 디디에 데샹           | 프랑스     | 프랑스          | 30.52%           |
| 2위    | 지네딘 지단           | 프랑스     | 레알 마드리드   | 25.74%           |
| 3위    | 즐라트코 달리치       | 크로아티아 | 크로아티아      | 11.81%           |
| 2019년 |                       |            |                 |                  |
| 1위    | 위르겐 클로프         | 독일       | 리버풀          | 48               |
| 2위    | 페프 과르디올라       | 스페인     | 맨체스터 시티   | 38               |
| 3위    | 마우리시오 포체티노   | 아르헨티나 | 토트넘 홋스퍼   | 27               |
| 2020년 |                       |            |                 |                  |
| 1위    | 위르겐 클로프         | 독일       | 리버풀          | 24               |
| 2위    | 한스디터 플리크       | 독일       | 바이에른 뮌헨   | 24               |
| 3위    | 마르셀로 비엘사       | 아르헨티나 | 리즈 유나이티드 | 11               |
| 2021년 |                       |            |                 |                  |
| 1위    | 토마스 투헬           | 독일       | 첼시            |                  |
| 2위    | 로베르토 만치니       | 이탈리아   | 이탈리아        |                  |
| 3위    | 페프 과르디올라       | 스페인     | 맨체스터 시티   |                  |

### 여자 베스트 선수 부문
| 순위   | 선수                | 클럽                      | 국적       | 득표율 / 득표 수 |
| 2016년 | 2016년              | 2016년                    | 2016년     | 2016년           |
| ------ | ------------------- | ------------------------- | ---------- | ---------------- |
| 1위    | 칼리 로이드         | 휴스턴 대시               | 미국       | 20.68%           |
| 2위    | 마르타              | 로셍오르드                | 브라질     | 16.60%           |
| 3위    | 멜라니 베링거       | 바이에른 뮌헨             | 독일       | 12.34%           |
| 2017년 |                     |                           |            |                  |
| 1위    | 리커 마르턴스       | 로셍오르드 바르셀로나     | 네덜란드   | 21.72%           |
| 2위    | 칼리 로이드         | 휴스턴 대시 맨체스터 시티 | 미국       | 16.28%           |
| 3위    | 데이나 카스테야노스 | 샌타클라리타 블루 히트    | 베네수엘라 | 11.69%           |
| 2018년 |                     |                           |            |                  |
| 1위    | 마르타              | 올랜도 프라이드           | 브라질     | 14.73%           |
| 2위    | 제니페르 머로잔     | 올랭피크 리옹             | 독일       | 12.86%           |
| 3위    | 아다 헤게르베르그   | 올랭피크 리옹             | 노르웨이   | 12.60%           |
| 2019년 |                     |                           |            |                  |
| 1위    | 메건 러피노         | 시애틀 레인               | 미국       | 46               |
| 2위    | 앨릭스 모건         | 올랜도 프라이드           | 미국       | 42               |
| 3위    | 루시 브론즈         | 올랭피크 리옹             | 잉글랜드   | 29               |

### 여자 베스트 골키퍼 부문
| 순위   | 선수                  | 클럽                       | 국적     |        |
| 2019년 | 2019년                | 2019년                     | 2019년   | 2019년 |
| ------ | --------------------- | -------------------------- | -------- | ------ |
| 1위    | 사리 판 페이넨달      | 아스널 아틀레티코 마드리드 | 네덜란드 |        |
| 2위    | 크리스티아네 엔들레르 | 파리 생제르맹              | 칠레     |        |
| 3위    | 헤드비그 린달         | 첼시 VfL 볼프스부르크      | 스웨덴   |        |

### 여자 베스트 감독 부문
| 순위   | 감독            | 국적     | 감독 축구단   | 득표율 / 득표 수 |
| 2016년 | 2016년          | 2016년   | 2016년        | 2016년           |
| ------ | --------------- | -------- | ------------- | ---------------- |
| 1위    | 질비아 나이트   | 독일     | 독일          | 29.99%           |
| 2위    | 질 엘리스       | 잉글랜드 | 미국          | 16.68%           |
| 3위    | 피아 순드하게   | 스웨덴   | 스웨덴        | 16.47%           |
| 2017년 |                 |          |               |                  |
| 1위    | 사리나 비흐만   | 네덜란드 | 네덜란드      | 36.24%           |
| 2위    | 닐스 닐센       | 덴마크   | 덴마크        | 12.64%           |
| 3위    | 제라르 프레쉬르 | 프랑스   | 올랭피크 리옹 | 9.37%            |
| 2018년 |                 |          |               |                  |
| 1위    | 레날 페드로스   | 프랑스   | 올랭피크 리옹 | 23.15%           |
| 2위    | 사리나 비흐만   | 네덜란드 | 네덜란드      | 15.31%           |
| 3위    | 다카쿠라 아사코 | 일본     | 일본          | 12.80%           |
| 2019년 |                 |          |               |                  |
| 1위    | 질 엘리스       | 잉글랜드 | ' 미국        | 48               |
| 2위    | 사리나 비흐만   | 네덜란드 | 네덜란드      | 40               |
| 3위    | 필 네빌         | 잉글랜드 | 잉글랜드      | 31               |

### FIFA 페어플레이상 부문
| 수상자                            | 이유 |
| 2016년                            | 2016년 |
| --------------------------------- | --- |
| 아틀레티코 나시오날               | 라미아 항공 2933편 추락 사고로 인해 사망한 샤페코엔시 선수단에 대한 추모의 표시로 샤페코엔시를 2016년 코파 수다메리카나의 우승 팀으로 처리해 줄 것을 요청함 |
| 2017년                            | |
| 프랑시스 코네                     | 선수 간의 충돌 상황으로 인해 부상을 당한 상대 팀 선수의 치료를 맡으면서 선수의 생명을 구함                                                                  |
| 2018년                            | |
| 레나르트 티                       | 백혈병 환자에게 줄기세포를 기증하기 위해 에레디비시 경기에 불참함                                                                                           |
| 2019년                            | |
| 마르셀로 비엘사와 리즈 유나이티드 | 상대 팀 선수가 부상을 당했을 때에 애스턴 빌라 선수들이 골을 넣을 수 있도록 리즈 유나이티드 선수들에게 명령함                                                |

### FIFA 푸슈카시상 부문
| 순위   | 선수                       | 국적              | 소속 팀         | 상대 팀           | 점수   | 대회   | 날짜   | 득표율 / 득표 수 |
| 2016년 | 2016년                     | 2016년            | 2016년          | 2016년            | 2016년 | 2016년 | 2016년 | 2016년           |
| ------ | -------------------------- | ----------------- | --------------- | ----------------- | ------ | ------ | ------ | ---------------- |
| 1위    | 모드 파이즈 수브리         | 말레이시아        | 페낭            |                   |        |        |        |                  |
| 2위    | 마를로니                   | 브라질            | 코린치앙스      | 코브레살          | 3 - 0  |        |        |                  |
| 3위    | 다니우스카 로드리게스      | 베네수엘라        | 베네수엘라 U-17 | 콜롬비아 U-17     | 1 - 0  |        |        |                  |
| 2017년 |                            |                   |                 |                   |        |        |        |                  |
| 1위    | 올리비에 지루              | 프랑스            | 아스널          | 크리스털 팰리스   |        |        |        |                  |
| 2위    | 오스카리네 마술루케        | 남아프리카 공화국 | 바로카          | 올랜도 파이리츠   |        |        |        |                  |
| 3위    | 데이나 카스테야노스        | 베네수엘라        | 베네수엘라 U-17 | 카메룬 U-17       |        |        |        |                  |
| 2018년 |                            |                   |                 |                   |        |        |        |                  |
| 1위    | 무함마드 살라흐            | 이집트            | 리버풀          | 에버턴            |        |        |        |                  |
| 2위    | 크리스티아누 호날두        | 포르투갈          | 레알 마드리드   | 유벤투스          |        |        |        |                  |
| 3위    | 히오르히안 데 아라스카에타 | 우루과이          | 크루제이루      | 아메리카 미네이루 |        |        |        |                  |
| 2019년 |                            |                   |                 |                   |        |        |        |                  |
| 1위    | 조리 다니엘                | 헝가리            | 데브레첸        | 페렌츠바로시      |        |        |        |                  |
| 2위    | 리오넬 메시                | 아르헨티나        | 바르셀로나      | 레알 베티스       |        |        |        |                  |
| 3위    | 후안 페르난도 킨테로       | 콜롬비아          | 리버 플레이트   | 라싱 클루브       |        |        |        |                  |

### FIFA 팬상 부문
| 순위   | 팬                                    | 경기                                    | 대회                          | 날짜                       | 득표율 / 득표 수 |
| 2016년 | 2016년                                | 2016년                                  | 2016년                        | 2016년                     | 2016년           |
| ------ | ------------------------------------- | --------------------------------------- | ----------------------------- | -------------------------- | ---------------- |
| 1위    | 보루시아 도르트문트와 리버풀 서포터들 | 리버풀 - 보루시아 도르트문트            | UEFA 유로파리그 2015-16       | 2016년 4월 14일            | 45.92%           |
| 2위    | 아이슬란드 서포터들                   | 프랑스 - 아이슬란드                     | UEFA 유로 2016                | 2016년 7월 3일             | 31.37%           |
| 3위    | ADO 덴하흐 서포터들                   | 페예노르트 - ADO 덴하흐                 | 2016-17 에레디비시            | 2016년 9월 11일            | 22.71%           |
| 2017년 |                                       |                                         |                               |                            |                  |
| 1위    | 셀틱 서포터들                         | 셀틱 - 하트 오브 미들로디언             | 2016-17 스코틀랜드 프리미어십 | 2017년 5월 21일            | 55.92%           |
| 2위    | 보루시아 도르트문트 서포터들          | 보루시아 도르트문트 - AS 모나코         | UEFA 챔피언스리그 2016-17     | 2017년 4월 11일 ~ 4월 12일 | 36.20%           |
| 3위    | 코펜하겐 서포터들                     | 코펜하겐 - 브뢴뷔                       | 2016-17 덴마크컵              | 2017년 5월 25일            | 7.88%            |
| 2018년 |                                       |                                         |                               |                            |                  |
| 1위    | 페루 서포터들                         | 다수                                    | 2018년 FIFA 월드컵            | 2018년 6월                 | 74%              |
| 2위    | 세바스티안 카레라                     | 코킴보 우니도 - 데포르테스 푸에르토몬트 | 2017 프리메라 B 데 칠레       | 2017년 10월 22일           | 19%              |
| 3위    | 일본 서포터들 세네갈 서포터들         | 다수                                    | 2018년 FIFA 월드컵            | 2018년 6월                 | 7%               |
| 2019년 |                                       |                                         |                               |                            |                  |
| 1위    | 실비아 그레쿠                         | 다수                                    | 파우메이라스의 경기           | 다수                       | 58%              |
| 2위    | 후스토 산체스                         | 다수                                    | 람플라 주니오르스의 경기      | 다수                       | 32%              |
| 3위    | 네덜란드 서포터들                     | 다수                                    | 2019년 FIFA 여자 월드컵       | 2019년 6월 ~ 7월           | 10%              |

### FIFA FIFPro 월드 11 (FIFA FIFPro World 11) 남자부
| 선수                | 국적       | 소속 클럽                |
| 2016년              | 2016년     | 2016년                   |
| 골키퍼              | 골키퍼     | 골키퍼                   |
| ------------------- | ---------- | ------------------------ |
| 마누엘 노이어       | 독일       | 바이에른 뮌헨            |
| 수비수              |            |                          |
| 다니 아우베스       | 브라질     | 유벤투스                 |
| 제라르드 피케       | 스페인     | 바르셀로나               |
| 세르히오 라모스     | 스페인     | 레알 마드리드            |
| 마르셀루            | 브라질     | 레알 마드리드            |
| 미드필더            |            |                          |
| 루카 모드리치       | 크로아티아 | 레알 마드리드            |
| 토니 크로스         | 독일       | 레알 마드리드            |
| 안드레스 이니에스타 | 스페인     | 바르셀로나               |
| 공격수              |            |                          |
| 리오넬 메시         | 아르헨티나 | 바르셀로나               |
| 루이스 수아레스     | 우루과이   | 바르셀로나               |
| 크리스티아누 호날두 | 포르투갈   | 레알 마드리드            |
| 2017년              |            |                          |
| 골키퍼              |            |                          |
| 잔루이지 부폰       | 이탈리아   | 유벤투스                 |
| 수비수              |            |                          |
| 다니 아우베스       | 브라질     | 유벤투스 파리 생제르맹   |
| 레오나르도 보누치   | 이탈리아   | 유벤투스 밀란            |
| 세르히오 라모스     | 스페인     | 레알 마드리드            |
| 마르셀루            | 브라질     | 레알 마드리드            |
| 미드필더            |            |                          |
| 루카 모드리치       | 크로아티아 | 레알 마드리드            |
| 토니 크로스         | 독일       | 레알 마드리드            |
| 안드레스 이니에스타 | 스페인     | 바르셀로나               |
| 수비수              |            |                          |
| 리오넬 메시         | 아르헨티나 | 바르셀로나               |
| 크리스티아누 호날두 | 포르투갈   | 레알 마드리드            |
| 네이마르            | 브라질     | 바르셀로나 파리 생제르맹 |
| 2018년              |            |                          |
| 골키퍼              |            |                          |
| 다비드 데 헤아      | 스페인     | 맨체스터 유나이티드      |
| 수비수              |            |                          |
| 다니 아우베스       | 브라질     | 파리 생제르맹            |
| 라파엘 바란         | 프랑스     | 레알 마드리드            |
| 세르히오 라모스     | 스페인     | 레알 마드리드            |
| 마르셀루            | 브라질     | 레알 마드리드            |
| 미드필더            |            |                          |
| 루카 모드리치       | 크로아티아 | 레알 마드리드            |
| 은골로 캉테         | 프랑스     | 첼시                     |
| 에덴 아자르         | 벨기에     | 첼시                     |
| 공격수              |            |                          |
| 킬리안 음바페       | 프랑스     | 파리 생제르맹            |
| 리오넬 메시         | 아르헨티나 | 바르셀로나               |
| 크리스티아누 호날두 | 포르투갈   | 레알 마드리드 유벤투스   |
| 2019년              |            |                          |
| 골키퍼              |            |                          |
| 알리송              | 브라질     | 리버풀                   |
| 수비수              |            |                          |
| 마티아스 더 리트    | 네덜란드   | 아약스 유벤투스          |
| 마르셀루            | 브라질     | 레알 마드리드            |
| 세르히오 라모스     | 스페인     | 레알 마드리드            |
| 버질 판 데이크      | 네덜란드   | 리버풀                   |
| 미드필더            |            |                          |
| 프렝키 더 용        | 네덜란드   | 아약스 바르셀로나        |
| 에덴 아자르         | 벨기에     | 첼시 레알 마드리드       |
| 루카 모드리치       | 크로아티아 | 레알 마드리드            |
| 공격수              |            |                          |
| 크리스티아누 호날두 | 포르투갈   | 유벤투스                 |
| 킬리안 음바페       | 프랑스     | 파리 생제르맹            |
| 리오넬 메시         | 아르헨티나 | 바르셀로나               |

### FIFA FIFPro 월드 11 (FIFA FIFPro World 11) 여자부
| 선수             | 국적     | 소속 클럽                  |
| 2019년           | 2019년   | 2019년                     |
| 골키퍼           | 골키퍼   | 골키퍼                     |
| ---------------- | -------- | -------------------------- |
| 사리 판 페이넨달 | 네덜란드 | 아스널 아틀레티코 페메니노 |
| 수비수           |          |                            |
| 루시 브론즈      | 잉글랜드 | 올랭피크 리옹              |
| 닐라 피셰르      | 스웨덴   | VfL 볼프스부르크 린셰핑 FC |
| 켈리 모린 오하라 | 미국     | 유타 로열스 FC             |
| 웬디 르나르      | 프랑스   | 올랭피크 리옹              |
| 미드필더         |          |                            |
| 줄리 어츠        | 미국     | 시카고 레드 스타스         |
| 아망딘 앙리      | 프랑스   | 올랭피크 리옹              |
| 로즈 라벨        | 미국     | 워싱턴 스피릿              |
| 공격수           |          |                            |
| 마르타           | 브라질   | 올랜도 프라이드            |
| 앨릭스 모건      | 미국     | 올랜도 프라이드            |
| 메건 러피노      | 미국     | 시애틀 레인 FC             |

## 같이 보기
- FIFA 올해의 선수
- FIFA 발롱도르